# Yoon Suk-yeol
Đây là một tên người Triều Tiên, họ là Yoon.
Yoon Suk-yeol (Hangul: 윤석열, Hanja: 尹錫悅, Hán-Việt: Doãn Tích Duyệt; sinh ngày 18 tháng 12 năm 1960) là một chính trị gia người Hàn Quốc và là tổng thống thứ 13 của Hàn Quốc từ năm 2022 đến năm 2025. Trước nhiệm kỳ tổng thống của mình, ông từng là Tổng Trưởng Công tố Hàn Quốc từ năm 2019 đến năm 2021 dưới thời tổng thống Moon Jae-in. Trong thời gian làm công tố viên, Yoon đóng vai trò quan trọng trong việc kết án cựu tổng thống Park Geun-hye với các tội danh lạm dụng quyền lực, hối lộ và tham ô trong vụ bê bối năm 2016, Lee Myung-bak vì trốn thuế, tham nhũng và hối lộ (2018–2020) cùng nhiều quan chức khác. Ông đắc cử và trở thành tổng thống thứ 13 của Hàn Quốc sau khi giành chiến thắng trong cuộc bầu cử Tổng thống Hàn Quốc năm 2022.
Ngày 14 tháng 12 năm 2024, Yoon bị đình chỉ công tác điều hành Nhà nước với cương vị là một tổng thống theo biểu quyết tại Tòa án Hiến pháp Hàn Quốc. Ngày 4 tháng 4 năm 2025, Tòa Hiến pháp Hàn Quốc ra phán quyết giữ nguyên quyết định của Quốc hội về việc luận tội và phế truất ông khỏi cương vị này.

## Thân thế, giáo dục và sự nghiệp ban đầu

### Gia đình và học vấn

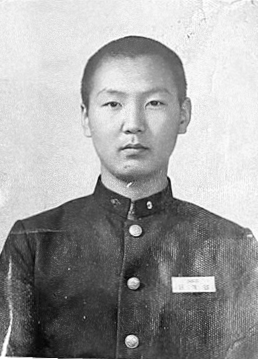
Yoon thời học sinh

Yoon Suk-yeol sinh ngày 18 tháng 12 năm 1960 ở phường Yeonhui, quận Seodaemun, Seoul trong một gia đình trí thức có 2 người con, Yoon là con trai cả và sau ông còn có một em gái. Một số nguồn khác cho rằng ông quê ở Honam, nhưng đó chỉ là tin đồn. Cha ông, ông Yoon Ki-joong (90 tuổi), là một nhà giáo dục đã về hưu. Trước đó, cha ông tốt nghiệp các trường Đại học Yonsei (Hàn Quốc) và Hitotsubashi (Nhật Bản). Sau này, ông Yoon Ki-joong là giáo sư danh dự của Đại học Yonsei, một trong những người tham gia sáng lập Hiệp hội Thống kê Hàn Quốc và hiện đang là thành viên chính thức của Viện Hàn lâm Khoa học Quốc gia Hàn Quốc. Mẹ ông, bà Choi Jeong-ja (86 tuổi), sinh ra ở Gangneung, Gangwon, từng là giáo sư kiêm giảng viên tại Đại học Nữ sinh Ewha trước khi rời vị trí này sau khi kết hôn. Em gái ông, bà Yoon Shin-won, tốt nghiệp khoa Văn học Pháp của Đại học Yonsei. Ban đầu, Yoon muốn theo đuổi kinh tế nhưng rồi cuối cùng lại chọn học ngành luật. Yoon là cựu sinh viên của trường Đại học Quốc gia Seoul chuyên ngành Luật và có bằng thạc sĩ, tuy nhiên sau đó, ông liên tục thi trượt và đã phải thi tới tận lần thứ 9 mới vượt qua được kỳ thi tư pháp. Một số người cho rằng thất bại của Yoon một phần do có liên quan đến phiên tòa giả định mà ông cùng với nhóm bạn học của mình khởi xướng vào năm 1980.

### Phong trào dân chủ Gwangju và phiên tòa giả
Ngay sau khi xảy ra Phong trào dân chủ Gwangju năm 1980, Yoon đã cùng với các đồng nghiệp tương lai mở một phiên tòa giả định tự phát. Trong đó, ông đóng vai trò là công tố viên và yêu cầu tuyên án tử hình đối với tổng thống, nhà độc tài quân sự Chun Doo-hwan. Sau phiên tòa, ông phải chạy trốn về quê mẹ ở tỉnh Gangwon.
Năm 1982, Yoon được miễn nghĩa vụ quân sự sau khi chứng minh được bản thân bị mắc chứng bệnh Anisometropia (khúc xạ hai mắt không đều). Ông cho biết mình cũng không thể thi lấy bằng lái xe do ảnh hưởng của căn bệnh này.

### Công tố viên và sự thăng tiến
Sau khi tốt nghiệp, Yoon bắt đầu sự nghiệp công tố vào năm 1994 tại Văn phòng Công tố viên thành phố Daegu. Ông đứng đầu cũng như phụ trách Chi cục Đặc biệt và Cục Điều tra Trung ương - cả hai đều là những cơ quan chuyên về điều tra các vụ án liên quan tới chính trị - kinh tế như hối lộ, lạm quyền, tham nhũng,... Theo Tân Hoa Xã, ông có một khoảng thời gian ngắn làm luật sư vào năm 2002.
Sau khi chính phủ của tổng thống Moon Jae-in ra mắt năm 2017, ông được bổ nhiệm giữ vị trí Viện trưởng Viện Kiểm sát khu vực Trung tâm Seoul, rồi sau đó tiến lên vị trí cao nhất trong giới công tố là Viện trưởng Viện Kiểm sát tối cao.

## Nhà điều tra chính trị
Năm 1999, ông bắt giữ Trợ lý Ủy viên Park Hui-won - người bị cáo buộc có liên quan trực tiếp đến một vụ án tham nhũng bất chấp sự phản đối mạnh mẽ đến từ các quan chức trong nội các chính quyền của tổng thống đương nhiệm lúc bấy giờ là Kim Dae-jung.
Năm 2006, ông xin lệnh khởi tố, bắt tạm giam người thừa kế tập đoàn Hyundai Chung Mong-koo với các tội danh tham ô, vi phạm thuế uỷ thác và bí mật thành lập quỹ đen. Kết quả, sau nhiều lần kháng cáo, "Thái tử Hyundai" bị tuyên án treo đồng thời phải nộp phạt hơn 1 tỷ USD đi kèm với lao động công ích thay cho án tù giam 3 năm.
Yoon trở nên nổi tiếng khi dẫn đầu điều tra cáo buộc Cơ quan Tình báo Trung ương Hàn Quốc (NIS) thao túng thông tin trên Internet để định hướng dư luận nhằm giành lợi thế cho đảng bảo thủ trước cuộc bầu cử năm 2012. Ông cũng tìm cách truy tố người đứng đầu NIS vì can thiệp bầu cử, cũng như cáo buộc chính sếp của mình là Bộ trưởng Tư pháp Hwang Kyo-ahn can thiệp vào cuộc điều tra. Sự thẳng thắn khiến Yoon bị giáng chức xuống làm việc tại một văn phòng công tố ở vùng nông thôn năm 2013 cho tới khi cựu tổng thống Park Geun-hye - người tiền nhiệm của ông Moon Jae-in, bị luận tội. Sau khi Moon Jae-in nhậm chức, Yoon được bổ nhiệm làm Chánh Văn phòng Công tố Quận Trung tâm Seoul. Với vai trò này, ông giúp hoàn thành phiên xét xử kéo dài nhiều năm đối với bà Park Geun-hye.
Yoon ủng hộ sáng kiến của Moon nhằm giảm bớt quyền lực rất lớn của công tố viên trong các cuộc điều tra. Ông được xem là người ủng hộ hàng đầu trong sáng kiến cải cách hệ thống công tố của Moon. Tuy nhiên, sau khi nhậm chức, ông đã sử dụng chính quyền lực này để điều tra các cáo buộc chống lại những thành viên trong chính quyền Moon tiêu biểu như Bộ trưởng Bộ Tư pháp đương nhiệm Cho Kuk. Chiến dịch chống tham nhũng của Yoon, bất chấp sức ép từ Bộ trưởng Tư pháp đương nhiệm khi ấy trong chính quyền Moon, đã giúp ông thu hút sự chú ý và nhận được tỷ lệ ủng hộ cao để trở thành ứng cử viên tiềm năng của phe bảo thủ cũng như nhóm phản đối Moon.
Yoon cũng từng dẫn đầu một cuộc điều tra về gian lận kế toán nhắm vào những người đứng đầu tập đoàn Samsung. Thời báo The New York Times gọi ông là một "công tố viên ngôi sao". Tổng kết lại, Yoon đã truy tố các cựu tổng thống Park Geun-hye, Lee Myung-bak, 3 cựu giám đốc NIS, cựu chánh án Yang Sung-tae cùng hơn 100 quan chức / cựu quan chức và giám đốc điều hành doanh nghiệp khác trong thời gian tại nhiệm của mình.

## Tranh cử Tổng thống
Yoon Suk-yeol gia nhập Đảng Quyền lực Quốc dân vào tháng 7 năm 2021. Trước đó, ông từ chức tổng trưởng công tố vào tháng 3 năm 2021 và chính thức tuyên bố ứng cử tổng thống vào tháng 6 cùng năm. Yoon được chọn làm ứng cử viên đại diện cho phe bảo thủ của Đảng Quyền lực Quốc dân - đảng đối lập chính trong cuộc bầu cử Tổng thống Hàn Quốc năm 2022 và giành chiến thắng chung cuộc trước ứng cử viên Lee Jae-myung của Đảng Dân chủ cầm quyền sau một cuộc bỏ phiếu có kết quả sít sao chưa từng thấy. Ông đưa ra những thông điệp về công bằng, lẽ phải, nguyên tắc, pháp quyền, xây dựng hình ảnh lãnh đạo mạnh mẽ, dám đương đầu với những sai phạm của chính quyền đương nhiệm cũng như tăng cường chỉ trích các chính sách của người tiền nhiệm Moon Jae-in. Chiến thắng của Yoon đánh dấu sự trở lại nắm quyền của đảng đối lập sau 5 năm cầm quyền của đảng Dân chủ.

### Di chuyển phủ Tổng thống
Yoon tuyên bố sẽ không vào Nhà Xanh làm việc như các đời tổng thống tiền nhiệm vì coi đây là "biểu tượng của quyền lực phong kiến". Ông cho biết sẽ chuyển văn phòng từ Nhà Xanh tới khu nhà của Bộ Quốc phòng ở quận trung tâm Yongsan (Seoul) đồng thời Nhà Xanh sau đó sẽ mở cửa hoàn toàn cho công chúng.

## Tổng thống (2022 – 2025)

### Rời khỏi Nhà Xanh

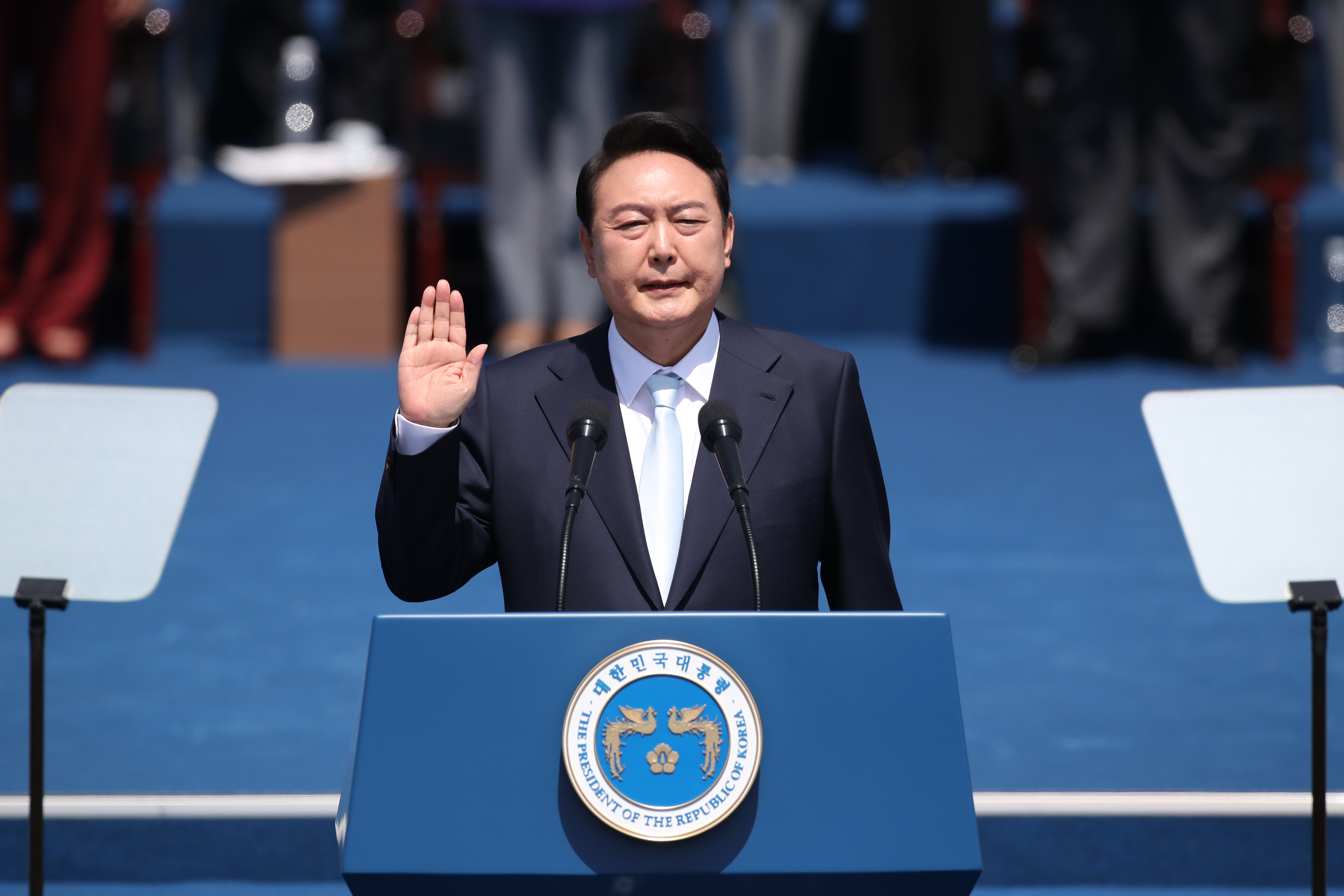
Yoon tuyên thệ nhậm chức ngày 10 tháng 5 năm 2022

Vào ngày 20 tháng 3 năm 2022, ông tuyên bố rằng ông sẽ thành lập văn phòng tổng thống của mình tại tòa nhà Bộ Quốc phòng ở Quận Yongsan, Seoul, thay vì Nhà Xanh. Nhà Xanh sau đó sẽ mở cửa cho công chúng thăm quan vào ngày 10 tháng 5 năm 2022. Ông sẽ nhậm chức ngày hôm đó. Điều này đánh dấu sự kết thúc của Nhà Xanh với tư cách là văn phòng và nơi ở chính thức của tổng thống sau 74 năm.

### Đối nội

#### Kinh tế
Vào năm 2023, Yoon đã cố gắng tăng số giờ làm việc hàng tuần tối đa của Hàn Quốc từ 52 lên 69. Tuy nhiên, phản ứng dữ dội lan rộng, đặc biệt là từ giới trẻ, khiến ông phải ra lệnh cho các cơ quan chính phủ xem xét lại kế hoạch.

#### Lạm phát
Kể từ khi nhậm chức vào tháng 5 năm nay, Tổng thống Hàn Quốc Yoon Suk-Yeol đã nỗ lực cắt giảm chi tiêu và tăng thu thuế ngân sách. Tuy nhiên, sau khi nhậm chức, chính phủ của Yoon đã đề xuất dự luật ngân sách bổ sung trị giá 62 nghìn tỷ won (tương đương hơn 47 tỷ USD) để kích thích nền kinh tế và được Quốc hội thông qua một tuần sau đó.
Song song với nỗ lực hạn chế chi tiêu của Chính phủ, Ngân hàng Trung ương Hàn Quốc (BoK) đã 4 lần tăng lãi suất kể từ đầu năm, nâng lãi suất cơ bản lên 2,25%. Tỷ lệ lạm phát của Hàn Quốc tăng lên 6,3% trong tháng 7, mức cao nhất kể từ tháng 11 năm 1998.
Thống đốc Ngân hàng Hàn Quốc hồi đầu tháng này đề xuất rằng lãi suất có thể được tăng thêm để làm chậm sự gia tăng lạm phát. Nền kinh tế Hàn Quốc bất ngờ tăng tốc trong quý 2 nhờ tiêu dùng mạnh khi các biện pháp phòng chống dịch COVID-19 được nới lỏng, bù đắp cho kết quả đáng thất vọng trong lĩnh vực xuất khẩu.

#### Đề xuất sở cảnh sát
Vào cuối tháng 7 năm 2022, Yoon đề xuất thành lập một "văn phòng cảnh sát", để đảm bảo sự giám sát của chính phủ nhiều hơn đối với lực lượng cảnh sát. Đáp lại, một số sĩ quan cảnh sát đã phản đối, cho rằng biện pháp này là một biện pháp độc tài nhằm thỏa hiệp tính trung lập chính trị của cảnh sát.
Đáp lại các cuộc biểu tình, Lee Sang-min, Bộ trưởng Nội vụ do Yoon bổ nhiệm, đã so sánh chúng với Cuộc đảo chính năm 1979 vào ngày 12 tháng 12 (mặc dù sau đó đã rút lại các nhận xét). Bản thân Yoon cũng chỉ trích các cuộc biểu tình: "Giống như nhiều người, tôi cũng vô cùng lo ngại về cuộc biểu tình tập thể của các cảnh sát trưởng" và gọi đây là một "sự vi phạm nghiêm trọng" kỷ luật cảnh sát.
Sau các cuộc biểu tình, văn phòng tổng thống đã đe dọa trừng phạt các nhân viên cảnh sát. Nhận xét bổ sung của ông Yoon Hee-keun, Tổng ủy viên Cơ quan Cảnh sát Quốc gia, cho rằng cảnh sát nên tập trung vào tiền lương hơn là thành lập một văn phòng cảnh sát - điều càng làm căng thẳng gia tăng.

#### Thảm họa đám đông ở Seoul
Vào ngày 29 tháng 10 năm 2022, ít nhất 153 người bị đè chết khi đám đông tràn vào một con hẻm trong lễ hội Halloween ở phố Itaewon, Yongsan-gu của Seoul. Tổng thống Yoon đã ban bố quốc tang.

#### Tuyên bố thiết quân luật
Vào 22h30 ngày 3 tháng 12 năm 2024, Tổng thống Yoon Suk-yeol đã bất ngờ tuyên bố thiết quân luật trên truyền hình quốc gia Hàn Quốc. Ông Yoon tuyên bố sắc lệnh thiết quân luật được đưa ra nhằm bảo vệ Hàn Quốc khỏi khỏi mối đe doạ từ chế độ cộng sản phía Triều Tiên, chống phá nhà nước, thân Triều Tiên. Đây là lần đầu tiên sau 44 năm Hàn Quốc tuyên bố thiết quân luật từ sự kiện Thiết quân luật năm 1979 do vụ ám sát cố Tổng thống Park Chung-hee. Sắc lệnh này sớm đã gặp phải nhiều ý kiến trái chiều khi một số bộ trưởng trong hệ thống chính trị của Hàn Quốc đã bày tỏ thái độ phản đối trước hành động này của ông Yoon. Sắc lệnh này cũng đã sớm bị Quốc hội yêu cầu gõ bỏ trong cuộc bỏ phiếu nhất trí bãi bỏ sắc lệnh với tỉ lệ đồng ý là 190–0 vào 4 giờ 30 phút sáng ngày 4/12/2024, rạng sáng ngày 4/12, ông Yoon đã tuyên bố gỡ bỏ thiết quân luật. Cùng ngày, Bộ trưởng Quốc phòng ông Kim Yong-hyun cũng đưa ra thông báo nhận trách nhiệm và đệ đơn từ chức sau vụ Tổng thống Hàn Quốc ban bố thiết quân luật gây phản ứng dữ dội. Đến ngày 16/12, Tòa Hiến pháp Hàn Quốc bắt đầu quy trình luận tội Tổng thống Yoon Suk Yeol, người bị đình chỉ chức vụ sau khi ban bố lệnh thiết luật gây tranh cãi. Trước đó, với cuộc bỏ phiếu luận tội của Quốc hội Hàn Quốc được thông qua sau nỗ lực áp đặt thiết quân luật trong thời gian ngắn, ông bị đình chỉ quyền thực hiện quyền tổng thống và hiến pháp yêu cầu thủ tướng phải đảm nhiệm vai trò tạm quyền.. Ngày 4/4/2025, Tòa án Hiến pháp Hàn Quốc ra phán quyết phế truất Tổng thống Yoon Suk-yeol vì việc ban bố thiết quân luật.

### Đối ngoại

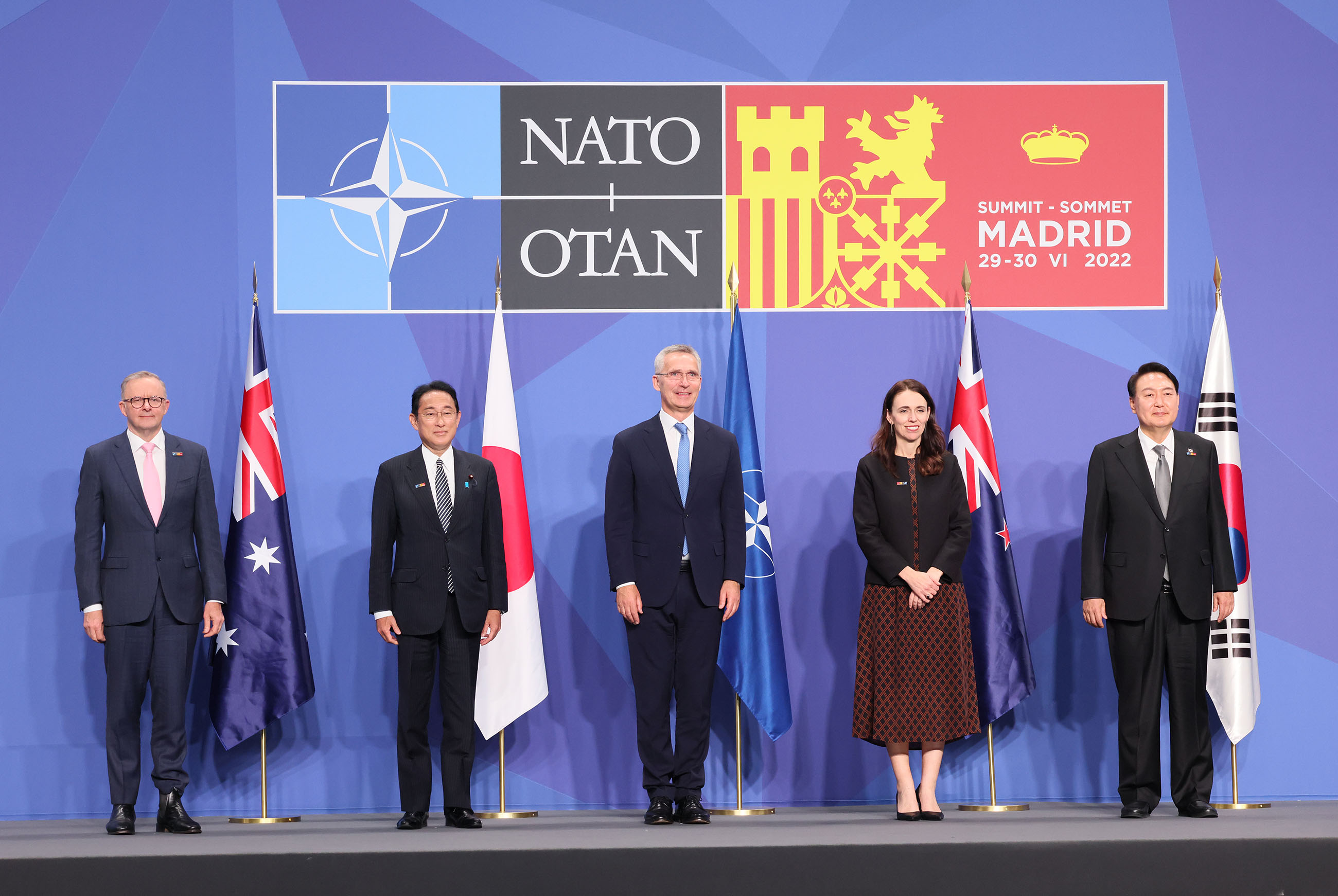
Yoon tại Hội nghị NATO 2022 ở Madrid, Tây Ban Nha

Chính sách đối ngoại của Yoon chủ yếu tập trung vào việc ngăn chặn các mối đe dọa từ Triều Tiên và hàn gắn quan hệ với Nhật Bản. Yoon đã đến thăm Hoa Kỳ và đã cân nhắc việc gửi vũ khí đến Ukraine sau khi Nga phát động chiến dịch tấn công Ukraine.
Trong nhiệm kỳ của mình cho đến nay, Yoon đã thực hiện 6 chuyến công du nước ngoài của tổng thống tới 9 quốc gia. Ông đã gặp gỡ các nhà lãnh đạo đồng nghiệp, chẳng hạn như trong Hội nghị thượng đỉnh NATO Madrid 2022, trở thành nhà lãnh đạo Hàn Quốc đầu tiên tham dự. Ông cũng tham dự Hội nghị bổ sung lần thứ bảy của Đại hội đồng Liên Hợp Quốc và Quỹ Toàn cầu tại Thành phố New York; ông đã gặp Tổng thống Hoa Kỳ Joe Biden. Trong nhiệm kỳ của Yoon, ông đã trải qua nhiều sai lầm ngoại giao, chủ yếu là trong các chuyến thăm nước ngoài.

#### Hoa Kỳ
Trong chuyến thăm của Chủ tịch Hạ viện Hoa Kỳ Nancy Pelosi tới Hàn Quốc, một phần trong chuyến công du châu Á lớn hơn, vào ngày 4 tháng 8 năm 2022, Yoon đã từ chối một cuộc gặp với bà, nói rằng ông muốn tận hưởng kỳ nghỉ của mình.

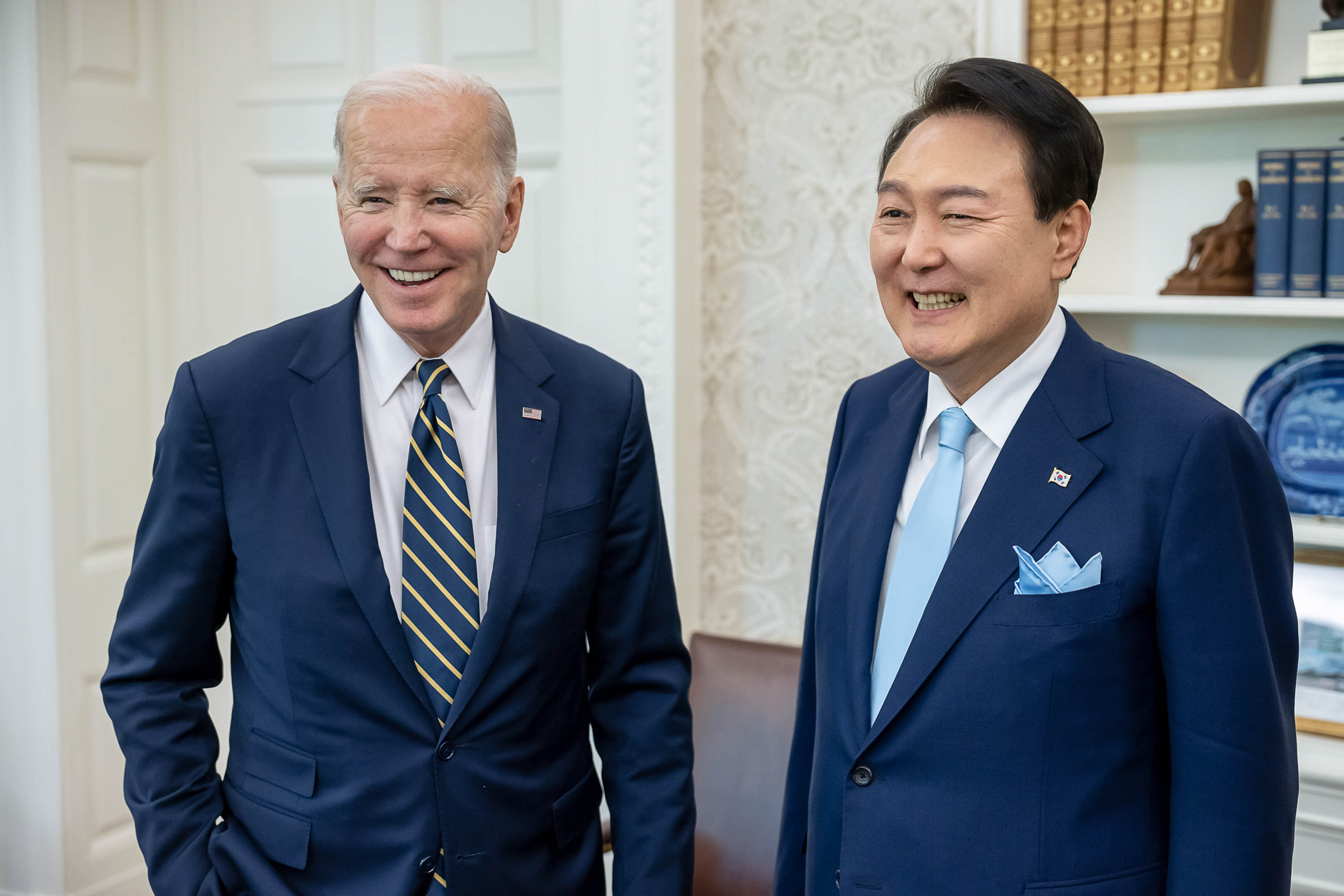
Yoon và Tổng thống Joe Biden tại Phòng Bầu dục, tháng 4 năm 2023

Vào ngày 25 tháng 4 năm 2023, Yoon và Đệ nhất phu nhân Kim Keon-hee đến Washington D.C., để đánh dấu 70 năm thiết lập quan hệ ngoại giao giữa Đại Hàn Dân Quốc và Hoa Kỳ. Ông đã đến thăm Nghĩa trang Quốc gia Arlington để tưởng nhớ những người đã mất trong Chiến tranh Triều Tiên. Ông cũng đã đến thăm Trung tâm bay không gian Goddard của NASA ở Maryland, cùng với Phó Tổng thống Hoa Kỳ Kamala Harris.
Ngày hôm sau, Yoon được Tổng thống Joe Biden chào đón tại Nhà Trắng trong chuyến thăm cấp nhà nước. Trong cuộc gặp, hai người đã nhấn mạnh tầm quan trọng của mối quan hệ song phương và ngăn chặn các mối đe dọa từ Triều Tiên. Cuối ngày, theo yêu cầu của ông, Elon Musk của Tesla và SpaceX đã lên lịch gặp Yoon ở Washington để thảo luận về các cơ hội tiềm năng cho việc sản xuất Tesla tại Hàn Quốc. Vào buổi tối, Yoon được vinh danh trong bữa tiệc chiêu đãi cấp nhà nước do Biden tổ chức. Trong bữa tối, Biden nhận xét rằng ông ấy biết một trong những bài hát yêu thích của Yoon là "American Pie" của Don McLean, Yoon sau đó đã hát bản ballad trước những tràng pháo tay cuồng nhiệt. Yoon sau đó đã được tặng một cây đàn guitar có chữ ký của ca sĩ Don McLean.
Hai ngày sau, vào ngày 27 tháng 4 năm 2023, Yoon phát biểu trước phiên họp chung của Quốc hội Hoa Kỳ tại Tòa nhà Quốc hội. Trong bài phát biểu của mình, Yoon nhấn mạnh mối quan hệ lâu dài giữa Hoa Kỳ và Hàn Quốc, lưu ý rằng rào cản ngôn ngữ trong quá khứ không còn là vấn đề nhờ các mối quan hệ văn hóa. Ông khẳng định quan hệ của họ 'mạnh mẽ hơn bao giờ hết'.

#### Quốc tang Nữ hoàng Elizabeth
Khi ở London để dự tang lễ của Nữ hoàng Elizabeth II, các đối thủ của Yoon đã buộc tội ông là thiếu tôn trọng khi ông bỏ lỡ cơ hội nhìn thấy quan tài của nữ hoàng - mà ông đổ lỗi cho giao thông.

#### Sự cố với truyền hình MBC

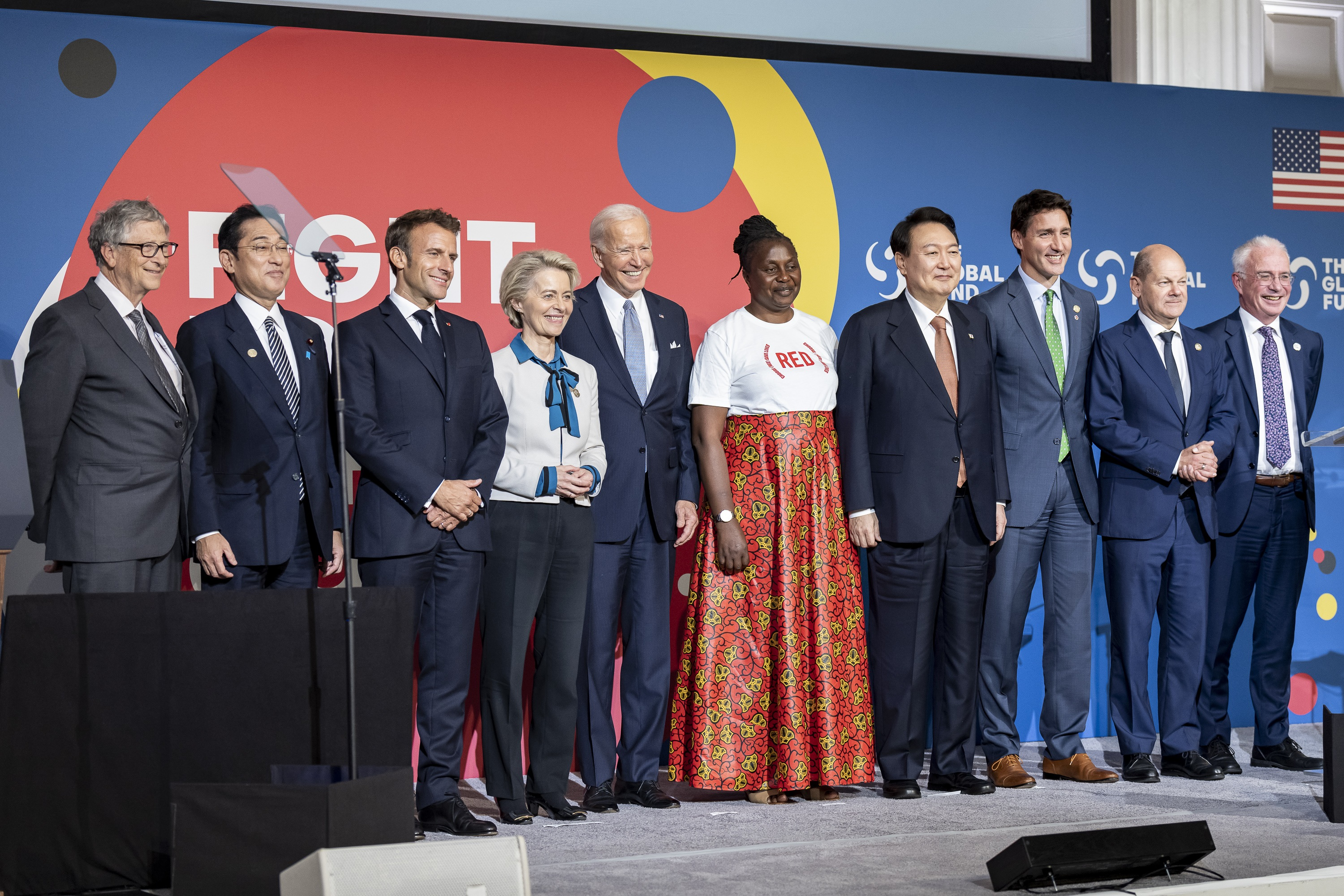
Yoon tại cuộc họp Quỹ toàn cầu lần thứ bảy tại New York

Đảng Quyền lực Nhân dân của Yoon đã kiện bốn giám đốc điều hành cấp cao của đài truyền hình địa phương Munhwa Broadcasting Corporation, bao gồm cả người đứng đầu đài truyền hình MBC Park Sung-je, với lý do phỉ báng sau khi các hãng tin ban đầu đưa tin rằng ông đã xúc phạm Quốc hội Hoa Kỳ. Vào ngày 21 tháng 9 năm 2022, sau khi trò chuyện với Tổng thống Hoa Kỳ Joe Biden bên ngoài cuộc họp lần thứ bảy của Quỹ Toàn cầu tại Thành phố New York, Yoon đã được quay phim nói với các phụ tá và các nhà ngoại giao hàng đầu của mình rằng: "Sẽ không [không nghe được] mất mặt nếu những saekki này không chuyển nó vào cơ quan lập pháp?" Mặc dù âm thanh khó phân biệt, nhưng MBC, người đã phá vỡ câu chuyện đang phát sóng, đã xác định trong phụ đề của nó rằng ông ấy nói "Biden" rõ ràng là ám chỉ đến nỗ lực sau này nhằm tăng khoản đóng góp của Mỹ cho Quỹ Toàn cầu thêm 6 tỷ đô la, một hành động điều đó sẽ yêu cầu sự chấp thuận của quốc hội. Văn phòng của Yoon phủ nhận rằng ông ấy đang nói về Biden hoặc Quốc hội Hoa Kỳ. Thay vào đó, nó tuyên bố rằng ông đang bày tỏ lo ngại rằng quốc hội do phe đối lập kiểm soát của đất nước ông sẽ từ chối kế hoạch đóng góp 100 triệu đô la của ông cho cùng một quỹ, và thư ký báo chí Kim Eun-hye của ông cho rằng từ mà ông thốt ra không phải là "Biden". mà là "nallimyeon", một từ phát âm tương tự có nghĩa là "thổi bay hoặc lãng phí". Đoạn video nhanh chóng lan truyền, được hàng triệu người xem đi xem lại. Cuộc tranh cãi cũng đã khiến công chúng tự do báo chí ở Hàn Quốc chú ý đến hành vi dân sự của PPP liên quan đến MBC, với một số nhóm tự do báo chí, bao gồm Liên đoàn Nhà báo Quốc tế, chỉ trích vụ kiện là có động cơ chính trị. Một cuộc thăm dò với 1.002 người Hàn Quốc trưởng thành cho thấy tỷ lệ tán thành của ông ấy giảm xuống 27,7%, giảm 3,7% so với ba tuần trước đó và đa số (61,2%) tin rằng Yoon nói "Biden" so với 26,9% cho rằng ông ấy nói "nallimyeon" , và một cuộc thăm dò khác với 1.000 người Hàn Quốc trưởng thành cho thấy đa số thậm chí còn lớn hơn (70,8%) cho rằng ông ấy nên trực tiếp xin lỗi vì hành vi thô tục của mình so với 27,9% cho rằng ông ấy không cần xin lỗi. Bộ Ngoại giao Hàn Quốc kiện MBC 'để khôi phục lòng tin trong ngoại giao' Điều này được ví như sự đàn áp các nhà báo của chính phủ Lee Myung-bak trong quá khứ.

#### Nhật Bản

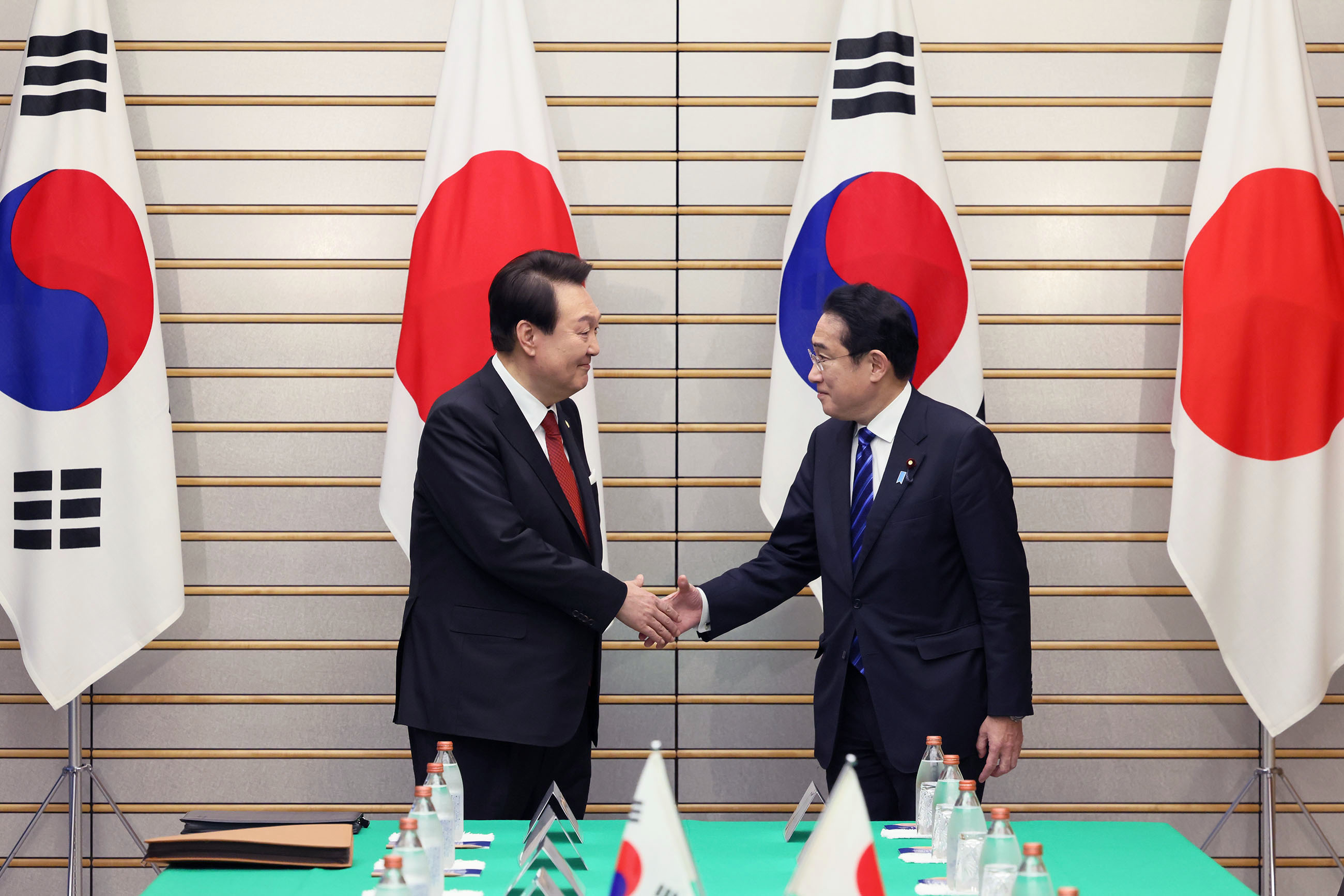
Yoon gặp Thủ tướng Nhật Bản Kishida Fumio ngày 16 tháng 3 năm 2023

Yoon đã bị những người theo chủ nghĩa tự do và một số chính trị gia bảo thủ ở Hàn Quốc buộc tội có lập trường thân Nhật về các vấn đề lịch sử và chủ nghĩa thực dân.
Chính phủ của Yoon Suk Yeol không tìm kiếm sự đền bù hay lời xin lỗi trực tiếp từ chính phủ và các công ty Nhật Bản đối với các nạn nhân bị cưỡng bức lao động, một tội ác chiến tranh do chính phủ Đế quốc Nhật Bản và các công ty Nhật Bản gây ra trong Thế chiến II, mà thay vào đó bày tỏ lập trường nhận các khoản đóng góp tự nguyện từ các công ty Hàn Quốc thông qua nền tảng. (Đây là giải pháp cho phán quyết của Tòa án tối cao Hàn Quốc năm 2018, một trong những nguyên nhân gây ra tranh chấp thương mại Nhật Bản-Hàn Quốc, yêu cầu bồi thường từ các công ty và chính phủ Nhật Bản vì tội ác chiến tranh trong quá khứ đối với các nạn nhân bị tuyển dụng cưỡng bức bởi Đế quốc Nhật Bản trong Thế chiến II.) Đảng Dân chủ Hàn Quốc (DPK) đã chỉ trích điều này, nói rằng, "Nó chà đạp lên các nạn nhân và đại diện cho lợi ích của các công ty Nhật Bản". Đảng Công lý (JP) cũng tham gia cùng với DPK trong 'tuyên bố về tình hình' (시국선언) để chỉ trích chính phủ Yoon Suk Yeol. Tính đến tháng 3 năm 2023, 11 trong số 15 nạn nhân còn sống đã phản đối giải pháp của chính phủ Yoon Suk Yeol và yêu cầu chính phủ và các công ty Nhật Bản bồi thường trực tiếp.
Nhận xét của Yoon Suk Yeol tại một sự kiện kỷ niệm liên quan đến Samiljeol (3.1 절 hoặc 삼일절), ngày 1 tháng 3 năm 2023 đã gây ra một cuộc tranh cãi lớn ở Hàn Quốc. Samiljeol là lễ kỷ niệm tinh thần kháng chiến của người Hàn Quốc để giành lại bản sắc của họ từ thực dân Nhật Bản. Yoon Suk Yeol cho biết: "Hàn Quốc đã đánh mất chủ quyền quốc gia và phải gánh chịu hậu quả vì không chuẩn bị kỹ lưỡng cho những thay đổi lịch sử trên thế giới vào thời điểm đó, và chúng ta nên suy ngẫm về quá khứ này". Nhận xét đã thu hút sự chỉ trích từ những người theo chủ nghĩa tự do, những người cấp tiến và một số người bảo thủ ôn hòa ở Hàn Quốc là "Chinil" (친일), "quan điểm lịch sử của chủ nghĩa thực dân" (식민사관), và "chính sách ngoại giao phục tùng thân Nhật" (친일 굴종외교). Chính trị gia bảo thủ Lee Un-ju đã chỉ trích nhận xét của Yoon, nói rằng, "Đó là niềm tự hào dân tộc bị hủy hoại". Bài báo chính thức của Kyunghyang Shinmun gọi tuyên bố của ông là "ngụy biện" (궤변), nói rằng Tổng thống Yoon tuyên bố là một đối tác hợp tác mặc dù Nhật Bản không nhìn lại quá khứ. DPK và JP cũng chỉ trích mạnh mẽ nhận xét của ông.

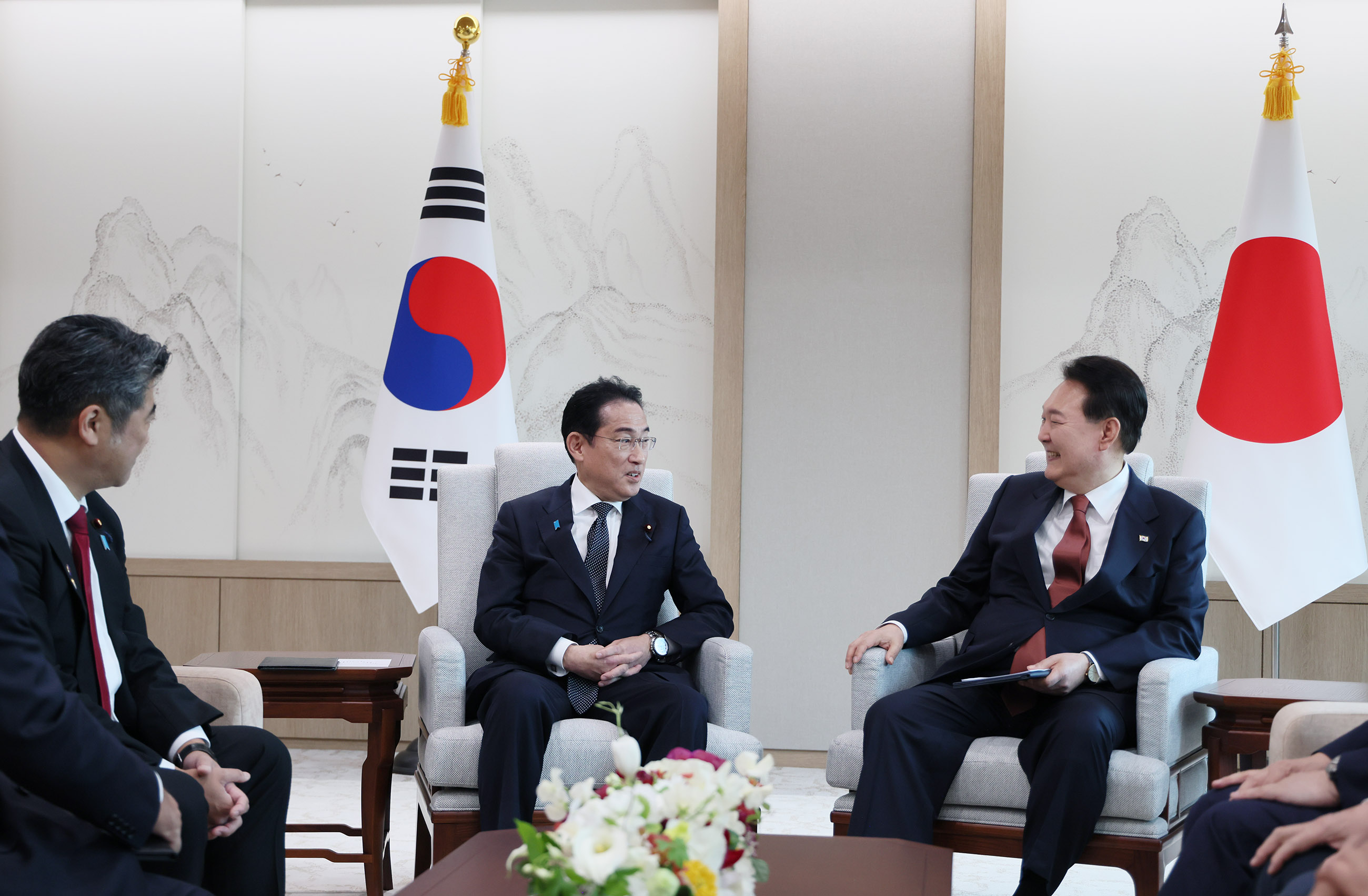
Thủ tướng Nhật Bản Kishida Fumio và Yoon tại Seoul, tháng 5 năm 2023

Khi tổng thống Hàn Quốc Yoon Suk Yeol đến thăm Nhật Bản vào ngày 17 tháng 3 năm 2023. Lãnh đạo Đảng Dân chủ Lập hiến Nhật Bản (CDP) Izumi Kenta, người đã hỏi Yoon về vấn đề Tượng Hòa bình. Tượng Hòa bình là một biểu tượng được chính phủ Hàn Quốc và các nhóm dân sự Hàn Quốc quảng bá tới các quốc gia khác nhau để tôn vinh các nạn nhân của Phụ nữ mua vui, một ví dụ về tội ác chiến tranh của Nhật Bản. CDP nhất quyết dỡ bỏ Tượng Hòa bình. Kyunghyang Shinmun đồng thời chỉ trích nhận thức xét lại lịch sử của người dân Nhật Bản và chính sách đối ngoại của Yoon Suk Yeol đối với Nhật Bản.
Vào ngày 20 tháng 3 năm 2023, chính trị gia bảo thủ ôn hòa Yoo Seung-min đã chỉ trích chính sách ngoại giao thân Nhật của Yoon Suk Yeol. Yoo Seung-min nói, "Sự thật lịch sử rằng người Nhật là 'thủ phạm' và [Hàn Quốc] là 'nạn nhân' vẫn không thay đổi. Tại sao nạn nhân phải hiểu thủ phạm? Thủ phạm phải hiểu nạn nhân."..  Trong chính trị Hàn Quốc, chính sách ngoại giao thân Nhật Bản được coi là "cực hữu" (극우) theo nghĩa nó phớt lờ quyền con người và tình cảm chống Nhật Bản của các nạn nhân trong các tội ác chiến tranh của Nhật Bản.. Vào ngày 24 tháng 4 năm 2023, Yoo chỉ trích Yoon và chỉ ra rằng Yoon đang minh oan cho Nhật Bản về tội ác chống lại loài người. Yoon Suk Yeol đang đưa ra một lập luận rất cấp tiến [theo tiêu chuẩn của Hàn Quốc] rằng người Hàn Quốc không nên yêu cầu Nhật Bản xin lỗi và bồi thường nữa. Lee Jae-myung chỉ trích, "Ngay cả khi [Yoon Suk Yeol] ngoại giao thân thiện vô điều kiện với Nhật Bản, [người dân và các chính trị gia Nhật Bản] chỉ thực hiện các hành động khiêu khích như thăm đền Yasukuni".
Vào ngày 7 tháng 5 năm 2023, Thủ tướng Kishida đã đến thăm Seoul trong một chuyến đi lịch sử, nhằm thắt chặt hơn nữa mối quan hệ. Yoon nhấn mạnh rằng các vấn đề lịch sử phải được "giải quyết hoàn toàn". Kishida cũng bày tỏ sự cảm thông với những nạn nhân Hàn Quốc bị Nhật Bản đô hộ. Tuy nhiên, Kishida bị nhiều phương tiện truyền thông Hàn Quốc chỉ trích vì không "xin lỗi" các nạn nhân lao động cưỡng bức trong Thế chiến II và không đề cập đến trách nhiệm của Nhật Bản đối với tội ác chiến tranh. Một số chính trị gia Hàn Quốc cũng bày tỏ sự bất mãn mạnh mẽ trước việc Kishida không xin lỗi.

#### G7

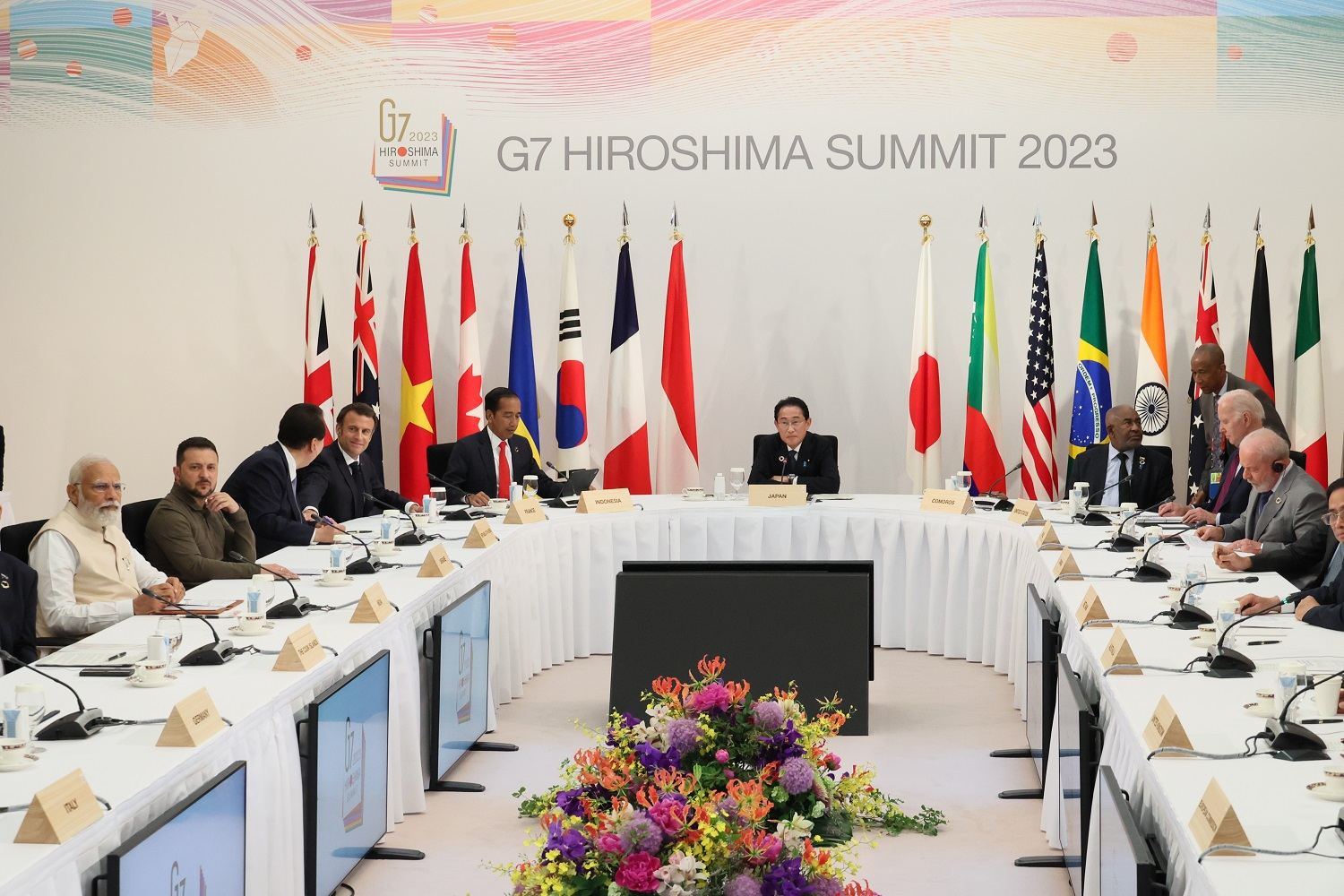
Tổng thống Yoon tham dự G7 vào tháng 5 năm 2023.

Tại hội nghị thượng đỉnh G7 vào tháng 5 năm 2023, Yoon đã gặp gỡ các nhà lãnh đạo của các quốc gia Bộ tứ kim cương. Ông kêu gọi giải quyết các thách thức trong khu vực và cung cấp cơ sở hạ tầng và hỗ trợ phát triển. Trong bài phát biểu trước các thành viên G7, ông Yoon nhấn mạnh cam kết tiếp tục của Hàn Quốc trong việc duy trì luật pháp quốc tế và sự cần thiết phải bảo vệ tự do và hòa bình của Ukraine.

### Điểm tín nhiệm
Chưa đầy ba tháng sau nhiệm kỳ tổng thống, tỷ lệ ủng hộ Yoon giảm xuống dưới 30% trong bối cảnh lạm phát gia tăng trong giai đoạn 2021–2022, việc triển khai chính sách giáo dục gây tranh cãi (bao gồm đề xuất hạ thấp độ tuổi bắt đầu học tiểu học từ 6 xuống 5 tuổi), những tranh cãi về chế độ gia đình trị, trong các cuộc bổ nhiệm nhân sự, đề xuất của sở cảnh sát và xung đột trong Đảng Quyền lực Nhân dân của Yoon. Mức độ tín nhiệm của ông giảm xuống còn 19% vào tháng 8. Vào tháng 12, tỷ lệ chấp thuận của Yoon đã tăng trở lại trên 40% lần đầu tiên sau 5 tháng. Đến tháng 4 năm 2023, tỷ lệ này giảm xuống còn 30%, phần lớn là do sự phản đối rộng rãi đối với chính sách Nhật Bản của Yoon.

## Đời tư và hôn nhân
Yoon Suk-yeol kết hôn với bà Kim Keon-hee; 49 tuổi, vào năm 2012 - khi ấy ông đã 51 và vợ ông 39 tuổi (tương đương với 52 và 40 theo cách tính tuổi ở Hàn Quốc). Vợ ông là chủ tịch của Covana Contents, một công ty chuyên về triển lãm nghệ thuật. Tuy nhiên, hai người không có con, vợ chồng ông hiện đang sống cùng với bốn con chó và ba con mèo. Ông là vị tổng thống Hàn Quốc thứ tư theo đạo Công giáo sau ba vị tiền nhiệm là Kim Dae-jung, Roh Moo-hyun và Moon Jae-in. Tên rửa tội của ông là Ambrôsiô.

## Quan điểm chính trị
Chiến thắng của Yoon Suk-yeol được cho là sẽ mang tới những thay đổi lớn trong vai trò hiện nay của Hàn Quốc ở Đông Bắc Á cũng như trong quan hệ ngoại giao của đất nước này với Mỹ, Trung Quốc, Nhật Bản và đặc biệt là Bắc Triều Tiên.

### Với Bắc Triều Tiên và Trung Quốc
Yoon cho thấy ông là người rất cứng rắn với Bình Nhưỡng. Ông chỉ trích cách tiếp cận của chính quyền cũ, gọi đó là một sự thất bại. Ông cũng gọi nhà lãnh đạo Bắc Triều Tiên Kim Jong-un là một "gã thô lỗ" và cam kết rằng một khi lên nắm quyền, ông sẽ khiến giới lãnh đạo Bắc Triều Tiên phải thay đổi. Yoon cũng đe dọa sẽ tấn công phủ đầu Bắc Triều Tiên "nếu cần thiết" hoặc trong trường hợp Hàn Quốc bị "đe dọa hạt nhân cận kề" đồng thời coi việc tiếp tục duy trì các lệnh trừng phạt quốc tế là điều cần thiết để gây áp lực buộc Bắc Triều Tiên phải từ bỏ vũ khí hạt nhân. Ông cũng đề xuất triển khai thêm THAAD trên lãnh thổ Hàn Quốc - điều có thể khiến Trung Quốc phản ứng gay gắt như hồi cuối năm 2016. Tuy nhiên, Yoon cho biết ông vẫn không loại trừ giải pháp đối thoại đồng thời sẵn sàng củng cố nền kinh tế cũng như cải thiện cuộc sống cho người dân Bắc Triều Tiên nếu như nước này chấp nhận phi hạt nhân hóa hoàn toàn.

### Với Hoa Kỳ và QUAD
Yoon nhấn mạnh tầm quan trọng của một liên minh Mỹ - Hàn mạnh mẽ. Kêu gọi hợp tác nhiều hơn với Washington để cùng đối phó với mối đe dọa hạt nhân đến từ phía Bắc Triều Tiên. Ông đề xuất triển khai thêm THAAD trên lãnh thổ Hàn Quốc. Bên cạnh đó, Yoon nói Hàn Quốc sẽ hợp tác nhiều hơn với nhóm Bộ Tứ Kim Cương (QUAD); bao gồm Mỹ, Australia, Nhật Bản và Ấn Độ, nhưng Yoon cũng cho biết ông chưa có ý định đưa đất nước trở thành một thành viên chính thức của nhóm. Ngoài ra, Yoon kêu gọi Hàn Quốc đóng một vai trò lớn hơn trong mối quan hệ với Mỹ bằng cách củng cố liên minh với Mỹ, hợp tác chặt chẽ trong các vấn đề liên quan đến sự cạnh tranh kinh tế Mỹ - Trung, những lĩnh vực sẽ thu hút ngành công nghệ tiên tiến của Hàn Quốc đồng thời nâng cao khả năng phục hồi của chuỗi cung ứng.

### Quan điểm kinh tế
Về mặt kinh tế, Yoon ủng hộ một chính sách thúc đẩy tăng trưởng kinh tế và tạo việc làm do thị trường dẫn dắt, cho biết sẽ cắt giảm các quy định với doanh nghiệp để giúp thực hiện điều đó. Yoon cũng cam kết sẽ giảm thuế bất động sản, xây dựng 2,5 triệu căn nhà mới, gồm cả những ngôi nhà nhỏ giá rẻ cho những người trong độ tuổi từ 20 tới 30.

### Quan điểm xã hội
Yoon khuyến khích phụ nữ trẻ tham gia và ở lại thị trường lao động, tuyên bố sẽ bãi bỏ Bộ Bình đẳng giới - vốn đã trở thành điểm nóng trong cuộc chiến giới tính ở Hàn Quốc. Yoon cho biết ông tin tưởng vào việc chú trọng các nhu cầu cá nhân hơn là việc phân chia dân số theo giới tính.

## Bê bối, chỉ trích và tranh cãi
Vợ ông, bà Kim Keon-hee, từng gây tranh cãi khi đe dọa sẽ bỏ tù tất cả phóng viên dám chỉ trích chồng. Bên cạnh đó, bà tiếp tục tuyên bố rằng nếu chồng mình đắc cử, các cơ quan truyền thông sẽ bị chính quyền tương lai của ông truy tố. Trước đó, bà Kim từng công khai ủng hộ một cựu chính trị gia hiện đang phải ngồi tù vì tội hiếp dâm và sỉ nhục phong trào #MeToo của đất nước – sự việc khiến Kim phải lên tiếng xin lỗi thông qua đài MBC. Bà Kim cũng bị phát hiện giả mạo bằng cấp khi ứng tuyển và có dính dáng tới một vụ thao túng giá cổ phiếu liên quan đến Deutsche Motors. Mẹ vợ ông Yoon cũng bị tuyên án lần lượt 1 năm tù vì tội làm giả giấy tờ tài chính để mua đất và 3 năm vì gian lận và vi phạm các đạo luật y tế liên quan đến hoạt động kinh doanh bệnh viện.
Yoon bị đánh giá là thiếu tế nhị khi đề cập đến những vấn đề nhạy cảm xung quanh vấn nạn đói nghèo, chủ đề nữ quyền, cộng đồng LGBT hay cuộc khủng hoảng Ukraine. Kế hoạch di dời Nhà Xanh của ông bị hứng chịu nhiều chỉ trích vì tốn kém, ảnh hưởng tới an ninh quốc gia cũng như bị chi phối bởi các yếu tố liên quan đến phong thủy.
Yoon cũng khiến dư luận Hàn Quốc dậy sóng khi cho rằng ăn thịt chó không phải là hành vi ngược đãi động vật vì "chó để lấy thịt được nuôi trong môi trường khác với chó cảnh".
Yoon từng viết từ "Vương" bằng chữ Hán lên lòng bàn tay, hành động đã dấy lên sự chỉ trích của đảng đối lập rằng ông là người mê tín.

## Truy tố hình sự
Vào sáng ngày 15 tháng 1 năm 2025, ông bị bắt do liên quan đến sắc lệnh thiết quân luật được ông ban bố. Ông có mặt trong phiên điều trần đầu tiên tại Tòa án Hiến pháp Hàn Quốc ngày 20 tháng 2 cùng năm để xét xử với tội danh nổi loạn.